# Kenneth Spence
Kenneth Wartinbee Spence (Chicago, Illinois, Estados Unidos; 6 de mayo de 1907 -  Austin, Texas; 12 de enero de 1967), conocido como Kenneth Spence, fue un destacado psicólogo estadounidense conocido por sus contribuciones teóricas y experimentales a la teoría y la motivación del aprendizaje. Como uno de los principales teóricos de su tiempo, fue el psicólogo más citado en las 14 revistas de psicología más influyentes en los últimos seis años de su vida (1962 - 1967). Una encuesta de Review of General Psychology, publicada en el 2002, clasificó a Spence como el psicólogo número 62 más citado del siglo XX.

## Biografía
Kenneth Spence nació en Chicago el 6 de mayo de 1907. En 1911 su padre, un ingeniero eléctrico trasladó a la familia a Montreal, Quebec, (Canadá) cuando fue transferido por su empleador, Western Electric. Spence pasó su juventud y adolescencia allí, asistiendo a la West Hill High School en Notre Dame de Grace. Mientras estaba en la escuela secundaria practicó deportes como el baloncesto, el tenis y el atletismo.
Spence sufrió una lesión en la espalda durante una competencia en pista mientras asistía a la Universidad McGill. Como parte de su fisioterapia se mudó a vivir con su abuela en La Crosse, Wisconsin. Allí asistió a LaCrosse Teacher's College y se especializó en educación física y conoció a su futura esposa, Isabel Temte, con quien tuvo dos hijos: Shirley Ann Spence Pumroy y William James Spence. Luego se divorciaron y Spence se casó con Janet A. Taylor, quien era su estudiante de posgrado, en 1960.
Spence finalmente regresó a la Universidad McGill y cambió su especialización a psicología, y logró recibir su licenciatura en 1929 y su maestría en 1930. Después asistió a la Universidad de Yale como asistente de investigación de Robert M. Yerkes. Yerkes patrocinó su disertación en un estudio sobre la agudeza visual de los chimpancés. Spence recibió su doctorado en la Universidad de Yale en 1933.
Mientras estaba en Yale colaboró con Walter Shipley para probar el aprendizaje en ratas del laberinto de callejones sin salida de Clark L. Hull, una contribución que llevó a más publicaciones mientras realizaba su doctorado. Spence solicitó una beca posdoctoral para estudiar matemáticas después de completar su formación de posgrado, pero su solicitud fue rechazada por un biólogo con el argumento de que la psicología nunca alcanzaría un nivel de precisión que requiriera conocimientos matemáticos sofisticados.

## Contribuciones profesionales

### Aprendizaje de discriminación
Después de su doctorado, Spence aceptó un puesto como Consejo Nacional de Investigación en los Laboratorios de Biología de Primates de la Universidad de Yale en Orange Park, Florida, desde 1933 hasta 1937. Allí examinó el aprendizaje de discriminación en chimpancés, y a partir de esta y otras investigaciones desarrolló el relato de aprendizaje continuo del aprendizaje por discriminación de dos opciones en ratas.
Como informó Karl Lashley (1929), las ratas demostraron, en una tarea de discriminación de dos opciones, un período prolongado de desempeño al azar, seguido de un salto repentino a un alto porcentaje de respuestas precisas. Lashley explicó este fenómeno sugiriendo que el aprendizaje esencial de la rata surgió de probar y confirmar la hipótesis correcta "durante la parte que cambia rápidamente de la función, con la práctica que precede y los errores posteriores fueron irrelevantes para la solución final". Por el contrario, Spence propuso que el aprendizaje esencial se produjo a través de aumentos en las tendencias excitadoras de las características de la pantalla relevantes para la tarea y disminuciones en las tendencias inhibitorias de las características no relevantes de la pantalla, un relato de aprendizaje continuo que no se detecta directamente por la medida de elección.

### Motivación
En 1938 se trasladó a la Universidad de Iowa y fue nombrado director del departamento de psicología en 1942. Allí estableció un laboratorio de condicionamiento del parpadeo para estudiar la influencia de la motivación en el condicionamiento clásico y contribuyó a Clark Hull en su libro semanal sobre los Principios de comportamiento. Al igual que Hull, Spence creía que el aprendizaje era el resultado de la interacción entre el impulso y la motivación por incentivos. A diferencia de Hull, la formulación de Spence sumaba el impulso (D) y la motivación de incentivo (K) en lugar de multiplicarlos. Esto permitió a Spence "demostrar que el aumento del nivel de motivación facilitará el desempeño en tareas en las que la respuesta correcta que debe aprenderse es más fuerte que las de otras tendencias de respuesta provocadas por un estímulo, pero disuadirá el desempeño en tareas en las que el hábito -la fuerza de la respuesta correcta es inicialmente más débil que la de las tendencias de respuesta en competencia. Demostró también que la forma matemática de las curvas obtenidas cuando la probabilidad de la respuesta condicionada se grafica contra presentaciones sucesivas del estímulo emparejado cambia sistemáticamente con el nivel motivacional. Spence creía que las diferencias en la motivación podían atribuirse a respuestas emocionales internas creadas por un mecanismo cerebral intraorgánico.
Las contribuciones de Spence a los principios de comportamiento de Hull se conmemoran en el prólogo del libro, donde Hull declaró: "Tengo una deuda de gratitud con Kenneth L. El proceso de incubación en mi seminario de posgrado y más tarde cuando se estaba planificando el presente trabajo, a través de sus muchas revisiones, el doctor Spence ha contribuido generosa y eficazmente con sugerencias y críticas, gran cantidad de las cuales se han utilizado sin indicación de su origen." Se dijo que la variable de motivación incentivada (K) se eligió en honor de Kenneth Spence.

### Enseñanza
Spence dirigió un total de 75 tesis doctorales, produciendo miembros de la facultad en cada departamento importante de psicología en los Estados Unidos. Los estudiantes de Spence en la Universidad de Iowa se refirieron a sus títulos como doctores en psicología teórico-experimental debido al énfasis de Spence en el rigor metodológico.

## Publicaciones influyentes

### Aprendizaje de discriminación
- The Nature of Discrimination Learning in Animals, 1936.[6]
- La respuesta diferencial en los animales a los estímulos que varían dentro de una sola dimensión, 1937.[7]
- Interpretaciones continuas versus no continuas del aprendizaje basado en la discriminación, 1940.[8]

### Teórico
- La naturaleza de la construcción teórica en la psicología contemporánea, 1944.[9]
- Los postulados y métodos del conductismo, 1948.[10]
- Interpretaciones teóricas del aprendizaje, 1951.
- Formulaciones matemáticas de fenómenos de aprendizaje, 1952.[11]
- Teoría y condicionamiento de la conducta, 1956.[12]

### Acondicionamiento de párpados
- Ansiedad y fuerza de la UCS como determinantes de la cantidad de acondicionamiento de los párpados, 1951.[13]
- Factores cognitivos y de impulso en la extinción del parpadeo condicionado en sujetos humanos, 1966.[14]